# Языково (Харьковская область)
Языково (укр. Язикове) — посёлок в Подоловском сельском совете Барвенковского района Харьковской области, Украина.
Код КОАТУУ — 6320485507. Население по переписи 2001 г. составляет 90 (45/45 м/ж) человек.

## Географическое положение
Посёлок Языково находится на правом берегу реки Сухой Торец, на противоположном берегу находится село Архангеловка, примыкает к селу Подоловка, железнодорожная станция Языково, в 6-и км от города Барвенково.

## История
- 1869 год — открытие движения по железной дороге. Начали действовать станции Гавриловка, Языково, Барвенково, Гусаровка.